# Otto Bumbel
Pedro Otto Bumbel (Taquara, 6 luglio 1914 – Porto Alegre, 2 agosto 1998) è stato un allenatore di calcio brasiliano.

## Palmarès

### Allenatore

#### Competizioni statali
- Campionato Gaucho: 2

Gremio: 1946, 1949
- Campionato di Porto Alegre: 2

Gremio: 1946, 1949

#### Competizioni nazionali
- Primera División de Costa Rica: 1

Saprissa: 1952-1953
- Coppa di Portogallo: 1

Porto: 1957-1958
- Coppa di Spagna: 1

Atletico Madrid: 1964-1965